# José Lázaro Galdiano
José Lázaro Galdiano (ur. 30 stycznia 1862 w Beire, zm. 1 grudnia 1947 w Madrycie) – hiszpański kolekcjoner sztuki, finansista, mecenas i bibliofil. W testamencie przekazał swoją kolekcję sztuki państwu, obecnie można ją oglądać w Museo Lázaro Galdiano w Madrycie.
Był członkiem stołecznej instytucji kulturalnej Ateneo de Madrid. W latach 1912–1918 był aktywnym członkiem patronatu Prado, w ramach którego prowadził istotną działalność w obronie muzeum. Jego postać wyróżnia się wśród obrońców hiszpańskiego dziedzictwa artystycznego, gdyż skupiał się na odzyskiwaniu dzieł, które wywieziono z Hiszpanii i stanowczo zwalczał grabieże. Starał się o członkostwo Królewskiej Akademii Sztuk Pięknych św. Ferdynanda w Madrycie, jednak jego kandydatura została odrzucona.
W 1888 roku osiedlił się w Madrycie, gdzie początkowo mieszkał przy Cuesta de Santo Domingo, w domu, który wkrótce stał się muzeum. W 1903 roku ożenił się z Paulą Florido y Toledo (Argentyna, 1856 - Madryt, 1932), która wcześniej trzykrotnie owdowiała. Paula podzielała kolekcjonerską pasję męża, wspomagając go swoją wiedzą o międzynarodowym rynku sztuki. Pokaźna fortuna małżonków pozwoliła im na wybudowanie neorenesansowego pałacyku Parque Florido, który stał się siedzibą ich rosnącej kolekcji sztuki.
Po śmierci żony w 1932 roku poprzedzonej śmiercią jego dwóch pasierbów, Galdiano wycofał się z życia publicznego, ale dalej powiększał swoją kolekcję sztuki. Lata wojny domowej w Hiszpanii spędził w Paryżu, a następnie w Nowym Jorku, gdzie nabywał kolejne dzieła. Po zakończeniu wojny wrócił do Madrytu, gdzie zmarł w 1947 roku. Przekazał swoją spuściznę państwu; w ten sposób powstała fundacja nosząca jego nazwisko – Fundación Lázaro Galdiano. W 1951 roku otwarto muzeum jego imienia, mieszczące się w pałacyku Parque Florido przy ulicy Serrrano, w którym można oglądać prace m.in. Boscha, Velazqueza, Murilla, Goi, El Greca i Zurbarana.